# Hästhagen-Kilholmen
Hästhagen-Kilholmen este o arie protejată (arie specială de conservare — SAC, sit de importanță comunitară — SCI) din Suedia întinsă pe o suprafață de 36,5 ha, integral pe uscat.

## Localizare
Centrul sitului Hästhagen-Kilholmen este situat la coordonatele 59°57′15″N 18°21′18″E / 59.9543°N 18.355°E.

## Înființare
Situl Hästhagen-Kilholmen a fost declarat sit de importanță comunitară în iunie 1996 pentru a proteja 1 specie de plante. Situl a fost protejat și ca arie specială de conservare în martie 2011.

## Biodiversitate
Situată în ecoregiunea boreală, aria protejată conține 3 habitate naturale: Taiga vestică, Mlaștini turboase de tranziție și turbării mișcătoare, Cursuri de apă de la nivel de câmpie la nivel montan, cu vegetație Ranunculion fluitantis și Callitricho-Batrachion.
La baza desemnării sitului se află o specie protejată de  plante: Buxbaumia viridis.